# Solenostoma crenulatum
Solenostoma crenulatum là một loài Rêu trong họ Jungermanniaceae. Loài này được Mitt. mô tả khoa học đầu tiên..